# Сомерс-Смит, Джон
Джон Роберт Сомерс-Смит (англ. John Robert Somers-Smith; 15 декабря 1887, Уолтон-он-Темз, Суррей — 1 июля 1916, Gommecourt) — британский гребец, чемпион летних Олимпийских игр.
На Играх 1908 года в Лондоне Сомерс-Смит входил в первый экипаж четвёрок Великобритании. Его команда, выиграв в полуфинале у Канады и у другой команды Великобритании в финале, заняла первое место и выиграла золотые медали.